# Grups Autònoms d'Accions Ràpides
Els Grups Autònoms d'Accions Ràpides (GAAR) van ser una organització independentista catalana. Es van donar a conèixer el 4 de desembre de 2018 en un canal de Telegram, on van proposar accions directes de boicot i sabotatge no violentes contra infraestructures, cossos policials, sistemes i vies de transport i xarxes d'energia i comunicacions, en motiu del Consell de Ministres a Barcelona del 21 de desembre de 2018. Organitzacions independentistes com l'ANC, Òmnium o la CUP van declarar que no sabien qui hi havia darrera dels GAAR i que no hi tenien vincles. La Policia Nacional espanyola també va dubtar que els GAAR tinguessin capacitat per dur a terme les accions que proposaven.